# Weimarische Zeitungen

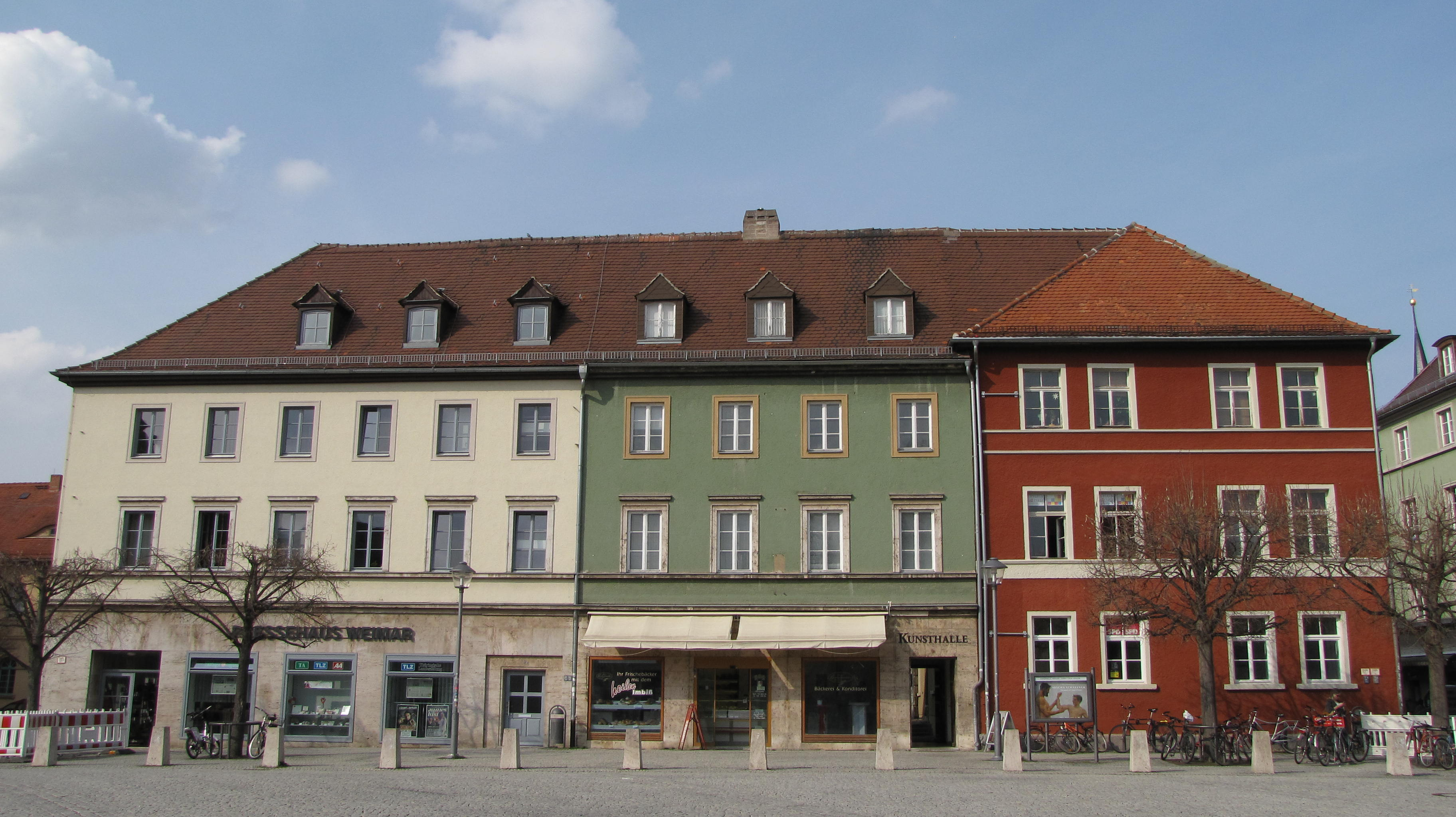
Pressehaus Weimar links

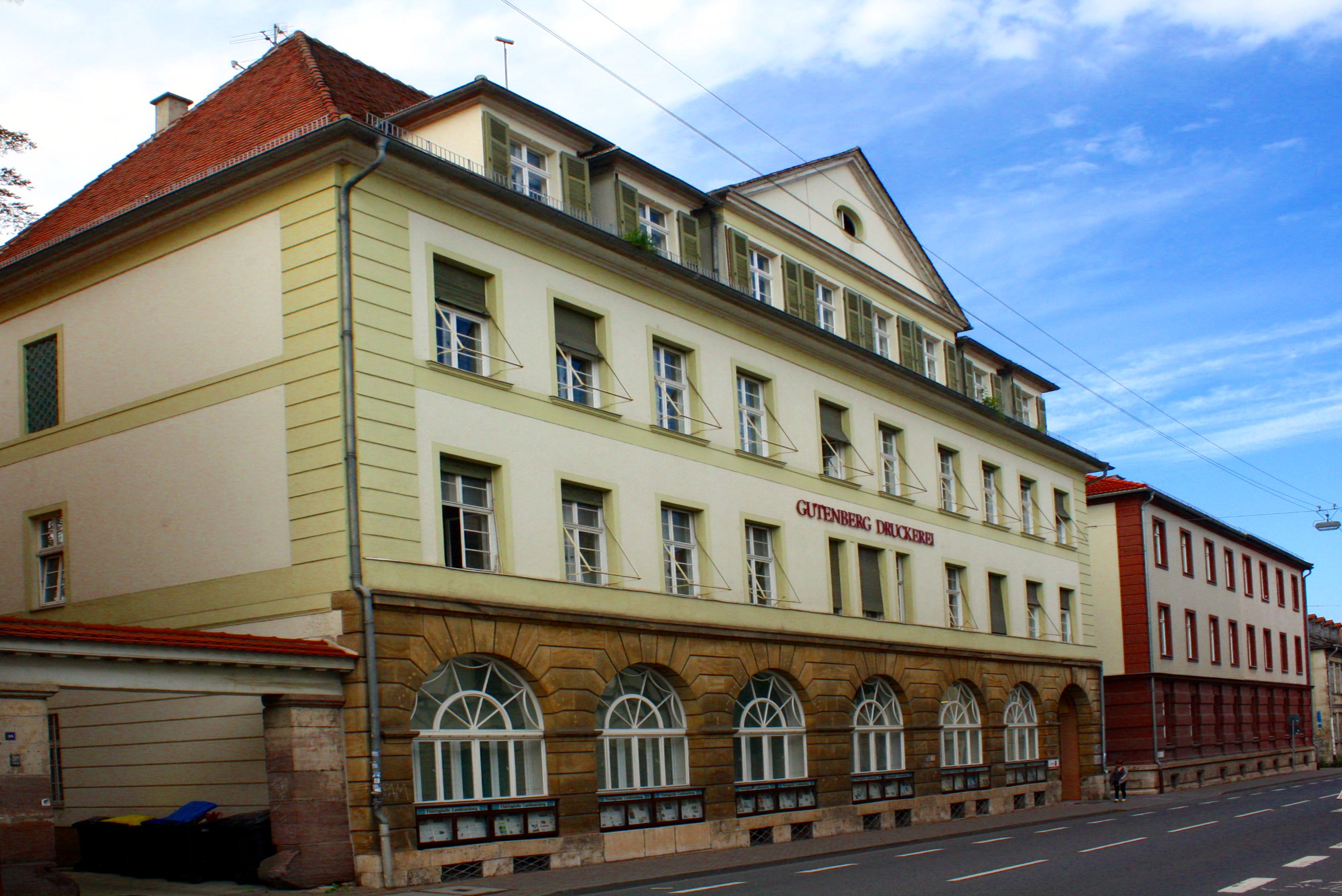
Gutenberg-Druckerei

Sämtliche Weimarische Zeitungen oder Weimarer Zeitungen sind Vorgänger der Thüringischen Landeszeitung, die mit der Weimarer Tagespost, die vom 2. April 1990 und vom 3. April 1990 mit Lokalteil erschien, am 25. November 1991 in diese aufgingen.

## Geschichte
Ihren Beginn fand in Hoffmann’s Buchhandlung in Weimar  1734 das erste Intelligenzblatt mit den Weimarischen Nachrichten herausgegeben und damit der Weg für das Zeitungswesen geebnet. Die Umbenennungen der Zeitungen und ihrer Beilagen sind zahlreich. Verleger bzw. Redakteure sind beispielsweise Karl Panse, bei dem sie auch ab 1832 als Weimarische Zeitung verlegt wurde. Paul von Bojanowski, Adolf Mirus bzw. Gerhard Menz. Sie machte so ziemlich alle Wandlungen mit vom Intelligenzblatt zu einem konservativen Wochenblatt und Tageszeitung, zu einem nationalsozialistischen Presseorgan, als diese als Weimarer Zeitung zum Medienkonzern von Alfred Hugenberg gehörte,.
zu einem der Machthaber der DDR bis zum Organ der Nachwende-DDR, bevor diese schließlich in die Thüringische Landeszeitung, die ihren Sitz nach wie vor in Weimar hat, aufging. Sie wird in der Marienstraße 14 im Haus der Gutenberg Druckerei gedruckt. Die Geschäftsstelle der Lokalredaktion ist am Goetheplatz 9a. An der Wand über dem Ladenfenster steht: PRESSEHAUS WEIMAR.

## Sonstiges
Siehe: Pavillon-Presse Weimar